# محمية بليكان لاجون
محمية بليكان لاجون (بالإنجليزية: Pelican Lagoon Conservation Park)‏ هي منطقة محمية تقع في شبه جزيرة دودلي في جزيرة الكنغر جنوب أستراليا. تم تخصيصها في عام 1967 لحماية موائل الحياة البرية.

## وصف
تبلغ مساحة الحديقة المحمية 449 هكتار، وتقع على الفور إلى الجنوب من بلدة النهر الأمريكي ، على بعد حوالي 25 كيلومتر (16 ميل) جنوب شرق جنوب كينغسكوت و 19 كيلومتر (12 ميل) جنوب غرب غرب بينيشو . تتكون المحمية من أرض في شبه الجزيرة من الجانب الشمالي لمدخل المد والجزر في بحيرة بيليكان لاجون، إضافة إلى خمس جزر داخل المدخل نفسه.
تتكون المحمية من الغابات ، والفرك، فضلا عن نباتات الأراضي الرطبة وتجاور مسطحات طينية، مما يوفر موطنا للعديد من أنواع الطيور في الغابات والأراضي الرطبة والحيوانات الأخرى، وتم تصنيف حديقة الحماية كمنطقة محمية من الاتحاد الدولي لحماية الطبيعة.